# Pizzo della Rondine, Bosco di S. Stefano Quisquina
Pizzo della Rondine, Bosco di S. Stefano Quisquina este o arie protejată (arie specială de conservare — SAC, sit de importanță comunitară — SCI) din Italia întinsă pe o suprafață de 3.160 ha, integral pe uscat.

## Localizare
Centrul sitului Pizzo della Rondine, Bosco di S. Stefano Quisquina este situat la coordonatele 37°36′04″N 13°31′16″E / 37.601111°N 13.521111°E.

## Înființare
Situl Pizzo della Rondine, Bosco di S. Stefano Quisquina a fost declarat sit de importanță comunitară în septembrie 1995 pentru a proteja 2 specii de plante și 25 de specii de animale. Situl a fost protejat și ca arie specială de conservare în decembrie 2015.

## Biodiversitate
Situată în ecoregiunea mediteraneană, aria protejată conține 8 habitate naturale: Fânețe de joasă altitudine (Alopecurus pratensis, Sanguisorba officinalis), Tufărișuri termo-mediteraneene și de pre-deșert, Păduri de stejar alb estice, Păduri de Quercus ilex și Quercus rotundifolia, Pseudostepă cu ierburi și specii anuale de Thero-Brachypodietea, Pante stâncoase calcaroase cu vegetație casmofită, Grohotișuri termofile și vest-mediteraneene, Galerii de Salix alba și de Populus alba.
La baza desemnării sitului se află mai multe specii protejate:
- plante (2): Dianthus rupicola, Tripolium sorrentinoi
- păsări (24): ciocârlie-de-câmp (Alauda arvensis), Alectoris graeca whitakeri, fâsă-de-câmp (Anthus campestris), acvilă de munte (Aquila chrysaetos), Aquila fasciata, ciocârlie-cu-degete-scurte (Calandrella brachydactyla), caprimulg (Caprimulgus europaeus), erete cenușiu (Circus pygargus), dumbrăveancă (Coracias garrulus), prepeliță (Coturnix coturnix), Falco biarmicus, Falco naumanni, șoim călător (Falco peregrinus), muscar-gulerat (Ficedula albicollis), rândunică (Hirundo rustica), capîntortură (Jynx torquilla), sfrânciocul cu frunte neagră (Lanius minor), sfrâncioc cu cap roșu (Lanius senator), ciocârlie de pădure (Lullula arborea), ciocârlie de bărăgan (Melanocorypha calandra), gaia neagră (Milvus migrans), vultur egiptean (Neophron percnopterus), pietrar mediteranean (Oenanthe hispanica), turturică (Streptopelia turtur)
- reptile (1): Emys trinacris

Pe lângă speciile protejate, pe teritoriul sitului au mai fost identificate 27 de specii de plante, 2 specii de păsări, 3 specii de amfibieni, 4 specii de mamifere, 21 de specii de nevertebrate, 5 specii de reptile.